# Frédéric Joliot-Curie
Jean Frédéric Joliot-Curie, ursprungligen Joliot, född den 19 mars 1900 i Paris, död där den 14 augusti 1958, var en fransk kärnfysiker, kemist och politiker. Han var make till Irène Joliot-Curie. Frédéric Joliot-Curie tog aldrig officiellt namnet Curie som tillägg till sitt eget, men makarna samarbetade mycket, signerade sina artiklar med I. och F. Joliot-Curie och var båda kända under det efternamnet. De erhöll tillsammans Nobelpriset i kemi 1935. De var föräldrar till fysikern Hélène Langevin-Joliot och biokemisten Pierre Joliot.

## Biografi
Frédéric Joliot föddes och utbildade sig i Paris, och blev 1925 assistent till Marie Curie. Han förälskade sig i Curies dotter Irène, och 1926 gifte de sig. Han var professor vid Collège de France från 1937 till 1956, då han efter hustruns död efterträdde henne som professor vid Sorbonne. Frédéric Joliot-Curie ledde konstruktionen av Europas första cyklotron 1937–38. 
Joliot-Curie lämnade väsentliga bidrag till kunskaperna om radioaktivitet, särskilt parbildning och positronens annihilation, och gav år 1932 det första experimentella beviset på neutronens existens. I stor utsträckning nyttjades en kombination av avancerad dimkammare och partikelräknare, varigenom subatomära partiklars massa, energi och laddning kunde fastställas. Hans skickliga experiment bidrog i hög grad till upptäckten av artificiell radioaktivitet 1934. I  början av 1939 fann Joliot-Curie att uranklyvningen frigjorde ett flertal nya neutroner och därför kunde ge upphov till en kedjereaktion i uran; tillsammans med medarbetare tog han samma år patent på en energiproducerande kärnreaktor och kärnvapen.
Joliot-Curie var även politiskt aktiv. Under andra världskriget och Nazitysklands ockupation av Frankrike anslöt han sig till den franska motståndsrörelsen. 1942 blev han medlem i Franska kommunistpartiet, och från 1956 satt han i partiets centralkommitté. 1945 blev han chef för forskningsorganisationen Centre national de la recherche scientifique, och 1946 blev han vetenskaplig chef för det nyupprättade atomenergiorganet Commissariat à l’énergie atomique (CEA), där han ansvarade för påbörjandet av det franska kärnenergiprogrammet; redan 1948 färdigställdes en experimentell kärnreaktor. Han avskedades dock på order av Frankrikes premiärminister Georges Bidault 1950, på grund av sina politiska åsikter och ställningstaganden. Joliot-Curie var initiativtagare till de viktiga kärnforskningscentra i Saclay och Orsay.
Joliot-Curie var medlem i Franska vetenskapsakademin och Franska medicinakademin, utländsk ledamot av brittiska Royal Society samt Kommendör av Hederslegionen. 1949 valdes Joliot-Curie till ordförande för det då nygrundade Världsfredsrådet. Han var initiativtagaren till Stockholmsappellen mot kärnvapen, något som bidrog till att han 1951 belönades med Stalins fredspris. Han var en av undertecknarna av Russell-Einsteinmanifestet 1955.